# Usingeriessa symphonalis
Usingeriessa symphonalis là một loài bướm đêm trong họ Crambidae. Loài này được Harrison Gray Dyar Jr. mô tả lần đầu năm 1914. Loài này có ở Panama.